# Inquisitor insignita
Inquisitor insignita é uma espécie de gastrópode do gênero Inquisitor, pertencente a família Pseudomelatomidae.